# 趙秉忠
趙秉忠（1573—1625年），字季卿，號𡸷陽（淇陽），山東青州府益都縣人，明末狀元、政治人物。

## 生平
趙秉忠生於萬曆元年（1573年），十五歲補府學生。萬曆二十五年（1597年）舉山東鄉試第九名，萬曆二十六年（1598年）聯捷一甲第一名進士（狀元）。授翰林院修撰，次年养病。二十八年補原职，丁憂。三十一年補原职，丁憂。三十二年任會試同考，門生有孫承宗等人。三十九年升左中允，四十年升左谕德，應天主考，取得張瑋、姚希孟、周順昌等，皆為一代名臣。四十七年升左庶子，天啓三年（1623年）升少詹事，纂修國史，本年升任禮部右侍郎兼侍讀學士，协理詹事府事，加太子宾客，賜二品服俸。天啓四年官至禮部尚書。天启四年（1624年）被黄尊素彈劾去職。天启五年（1625年）被削职为民，本年去世。崇禎三年（1630年）追復原官，贈太子少保，賜祭葬。

## 事跡
趙秉忠曾典試江南，得張瑋、姚希孟、周順昌，皆為一代名臣。

## 著作
趙秉忠著有《江西舆地图说》1卷、《岐阳集》。

## 趙秉忠狀元卷

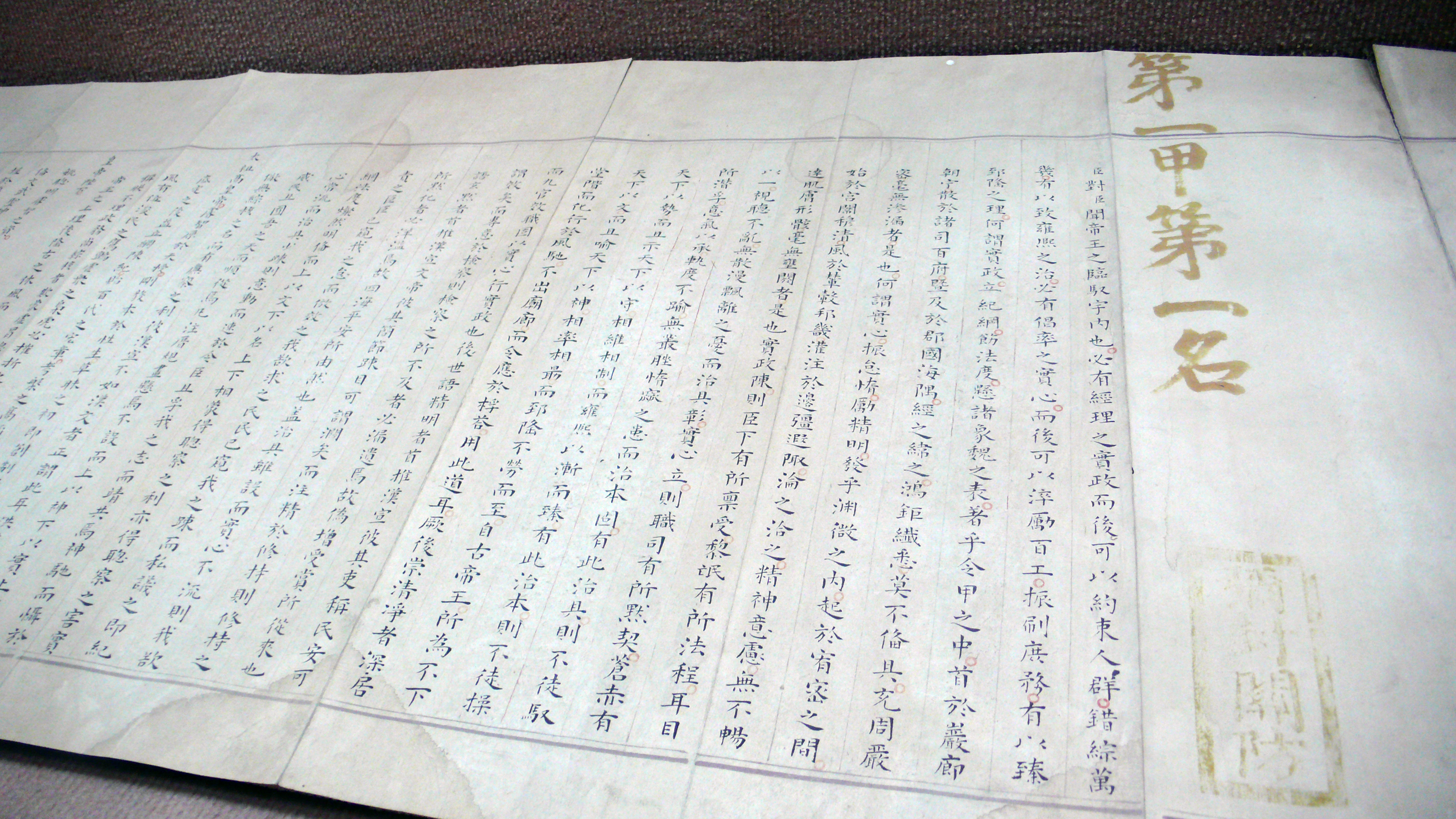

明萬曆二十六年(公元1598年)，趙秉忠以25歲之齡，參加殿試，一舉考取第一甲第一名，就是狀元，此次殿試題目為《問帝王之政與帝王之心》。
本狀元卷是明萬曆二十六年(公元1598年)狀元趙秉忠的殿試卷，是目前中國大陸唯一現存的殿試狀元卷真跡(據傳台北故宮博物院館藏宮廷檔案中含有幾份清代狀元卷)。全卷以毛筆館閣體小楷書寫，標準的八股文體，共2,460字，十分工整，有歐陽詢體的韻味。先寫個人資歷及父、祖、曾祖三代家世，正文乃是針對皇帝朱翊鈞所出之考題而答的經世治國對策，卷後有禮部彌封官印、9位讀(閱)卷官和1位印卷官之職銜姓名的朱紅簽名印，是宮庭重要機密檔案。
這件保存良好的珍品為19折冊頁，橫長共268厘米，每折通高47.6厘米，寬14.1厘米。卷首頂天朱書“第一甲第一名”六字，是當時皇帝朱翊鈞御書下鈐“彌封關防”長印，佔一折。後為正文，凡15折，每折6行，為1厘米見方工整館閣體小楷，共2,460字，精闢闡述了經世治國的對策。後3折列着有9位讀(閱)卷官(依序為少保兼太子太保吏部尚書武英殿大學士張位、太子太保戶部尚書武英殿大學士沈一貫、太子少保戶部尚書兼掌督察院事楊俊民、刑部尚書蕭大亨、吏部左侍郎兼翰林院侍讀學士詹事府事劉元震、禮部右侍郎兼翰林院侍讀學士掌院士曾朝節、通政使司通政使田蕙、詹事府少詹事兼翰林院侍讀學士李廷機、大理寺署寺事左承甘士價等九位)和1位印卷官禮部儀制清吏司署郎中事主事朱敬循的朱紅簽名印。封面、封底均為全綾裝裱 。
這份試卷如何由宮中流落民間不得而知，歷盡400多年滄桑，才由趙秉忠第十三代孫趙煥彬將此「狀元卷」捐予山東青州市博物館 。據史書記載，中國的科舉制度時間長達近1,300年，有據可考的文狀元約650~690餘人（一說653人），但能讓後人目睹狀元答卷其風采的，唯有趙秉忠這一份。